# غوغای ژوئیه
غوغای ژوئیه (به انگلیسی: Trouble in July)  رمانی است از ارسکین کالدول، نویسندهٔ اهل ایالات متحده آمریکا. این کتاب به دست رضا سیدحسینی به فارسی برگردانده شده است.